# Potentilla biennis
Potentilla biennis är en rosväxtart som beskrevs av Edward Lee Greene. Potentilla biennis ingår i Fingerörtssläktet som ingår i familjen rosväxter. Inga underarter finns listade i Catalogue of Life.